# Super Bowl XXX
Super Bowl XXX był trzydziestym finałem o mistrzostwo NFL w zawodowym futbolu amerykańskim, rozegranym 28 stycznia 1996 roku, na stadionie Sun Devil Stadium, w Tempe, w stanie Arizona.
Mistrz konferencji NFC, drużyna Dallas Cowboys, pokonał mistrza konferencji AFC, drużynę Pittsburgh Steelers, uzyskując wynik 27-17. Dallas Cowboys zostali mistrzami po raz trzeci w ciągu czterech lat.
Za faworytów spotkania uważana była drużyna z Dallas.
Amerykański hymn państwowy przed meczem wykonała Vanessa Williams. W przerwie w połowie meczu wystąpiła Diana Ross.
Tytuł MVP finałów zdobył Larry Brown, Cornerback zespołu Cowboys. Jest on pierwszym zawodnikiem występującym na tej pozycji, który został wybrany MVP Super Bowl.

## Ustawienia początkowe
| Dallas           | Pozycja | Pozycja | Pittsburgh       |
| ---------------- | ------- | ------- | ---------------- |
| Ofensywa         |         |         |                  |
| Kevin Williams   | WR      | WR      | Ernie Mills      |
| Mark Tuinei      | LT      | LT      | John Jackson     |
| Nate Newton      | LG      | LG      | Tom Newberry     |
| Derek Kennard    | C       | C       | Dermontti Dawson |
| Larry Allen      | RG      | RG      | Brenden Stai     |
| Erik Williams    | RT      | RT      | Leon Searcy      |
| Jay Novacek      | TE      | TE      | Mark Bruener     |
| Michael Irvin    | WR      | WR      | Yancey Thigpen   |
| Troy Aikman      | QB      | QB      | Neil O’Donnell   |
| Emmitt Smith     | RB      | RB      | Erric Pegram     |
| Daryl Johnston   | FB      | FB      | John L. Williams |
| Defensywa        |         |         |                  |
| Tony Tolbert     | LDE     | LDE     | Brentson Buckner |
| Leon Lett        | LDT     | NT      | Joel Steed       |
| Russell Maryland | RDT     | RDE     | Ray Seals        |
| Charles Haley    | RDE     | LOLB    | Kevin Greene     |
| Dixon Edwards    | LOLB    | LILB    | Chad Brown       |
| Robert Jones     | MLB     | RILB    | Levon Kirkland   |
| Darrin Smith     | ROLB    | ROLB    | Greg Lloyd       |
| Larry Brown      | LCB     | LCB     | Carnell Lake     |
| Deion Sanders    | RCB     | RCB     | Willie Williams  |
| Darren Woodson   | SS      | SS      | Myron Bell       |
| Brock Marion     | FS      | FS      | Darren Perry     |